# Calamagrostis fibrovaginata
Calamagrostis fibrovaginata är en gräsart som beskrevs av Simon Laegaard. Calamagrostis fibrovaginata ingår i släktet rör, och familjen gräs. Inga underarter finns listade i Catalogue of Life.